# Time Skiffs
Time Skiffs è l'undicesimo album in studio del gruppo musicale statunitense Animal Collective, pubblicato nel 2022.

## Tracce
1. Dragon Slayer – 3:56
2. Car Keys – 4:36
3. Prester John – 6:29
4. Strung with Everything – 6:56
5. Walker – 3:47
6. Cherokee – 7:50
7. Passer-By – 4:18
8. We Go Back – 3:23
9. Royal and Desire – 5:46

## Sample
- Cherokee contiene un sample di To You, Sweetheart, Aloha, canzone interpretata da Alfred Apaka & Hawaiians, scritta da Harry Owens.

## Formazione
- Avey Tare - voce, basso, chitarra elettrica, sintetizzatore, altri strumenti
- Deakin - sintetizzatore, voce, chitarra acustica, chitarra elettrica, piano
- Geologist - sintetizzatore, altri strumenti
- Panda Bear - batteria, voce, sampler